# Vladimir Međak
Vladimir Međak (Beograd, SFR Jugoslavija, 21. jul 1976) srpski je pravnik i ekspert evropskog prava i evropskih integracija. Trenutni je potpredsednik Evropskog pokreta u Srbiji i bivši pomoćnik direktora Kancelarije za evropske integracije Vlade Srbije.

## Biografija
Rođen je 21. jula 1976. godine u Beogradu gde je završio osnovnu i srednju školu. Pravni fakultet Univerziteta u Beogradu upisuje 1995. godine, a diplomira 2000. godine. U periodu 2000-2001. godine bio je asistent u nastavi Beogradske otvorene škole. Master studije je završio na Fakultetu političkih nauka i diplomatije na Univerzitetu u Bolonji 2002. godine sa tezom "Regionalna politika EU i strukturalni fondovi". Nakon služenja vojnog roka 2002/2003. godine, dobio je 2004. Čuving stipendiju za istraživanje u oblasti prava konkurencije Evropske unije na Sent Peters koledžu Univerziteta u Oksfordu na tri meseca.
Doktorirao je na Fakultetu političkih nauka Univerziteta u Beogradu 18. juna 2013. na temu "Usklađivanje domaćeg zakonodavstva sa pravnim tekovinama evropkih zajednica u oblasti konkurencije" pred komisijom koju su činili Vesna Knežević-Predić, profesorka Fakulteta političkih nauka Univerziteta u Beogradu, Zoran Radivojević, profesor Pravnog fakulteta Univerziteta u Nišu, i Tanja Miščević, profesorka Fakulteta političkih nauka Univerziteta u Beogradu.
Od septembra 2003. godine počinje da radi na poslovima evropske integracije Srbije, prvo u Sektoru za evropske integracije Ministarstva za ekonomske veze sa inostranstvom Vlade Srbije, a na nakon transforamcije ovog sektora od 2004. godine počinje da radi u Kancelariji za evropske integracije gde radi na izradi više zakona od kojih je i Zakon o zaštiti konkurencije. Od 2005-2008. godine bio je koordinator stručnog tima za pregovore za zaključenje Sporazum o stabilizaciji i pridruživanju, a 2010. godine postaje pomoćnik direktora Kancelarije za evropske integracije.
U periodu od 2009 do 2011. bio je angažovan kao saradnik u nastavi na predmetima Pravo Evropske unije i Institucionalno pravo Evropske unije. Bio je član je Pregovaračkog tima za pregovore o pristupanju Republike Srbije Evropskoj uniji, zadužen za pravna pitanja, od avgusta 2015. do maja 2017. godine. Nakon podnošenja ostavke u Kancelariji za evropske integracije marta 2016, postaje nezavisni konsultant za evropske integracije i pravo, a od decembra 2017. godine postaje potpredsednik Evropskog pokreta u Srbiji.

## Odabrane publikacije
- Međak, Vladimir (2019). „Institucionalne promene u EU i nove procedure u procesu proširenja”. Spoljnopolitičke sveske (1).
- Međak, Vladimir (2016). Does the Serbian Constitution Need to be Amended in the EU Accession Process. Belgrade: European Movement in Serbia.
- Delević, Milica; Međak, Vladimir (2011). „Srbija i Evropska unija‒jedanaest godina kasnije”. Politički život (9).
- Budimir, Branko; Međak, Vladimir (2010). Pridruživanje Srbije Evropskoj uniji. Beograd: ISAC fond.
- HIks, Sajmon; Radić, Ivana; Mihajlović, Milena; Ateljević, Vladimir (2007). Politički sistem Evropske unije. Beograd: Službeni glasnik.
- Međak, Vladimir; Majstorović, Srđan (2005). Regionalan politika Evropske unije. Beograd: Kancelarija za pridruživanje Evropskoj uniji.
- Međak, Vladimir (2003). „Regional policy of the European Union”. Međunarodni problemi. 55 (1): 25-56.

## Spoljašnje veze
- Tviter nalog
- Intervju Vladimira Međaka za emisiju "EWB Screening" portala European Western Balkans (14.8.2020)
- Intervju Vladimira Međaka za Novi magazin (8.12.2019)
- Intervju Vladimira Međaka za nedeljnik Vreme (6. jun 2019)